# Heiner Lück
Heiner Lück (* 22. Mai 1954 in Nauendorf) ist ein deutscher Rechtswissenschaftler. Lück lehrte als Professor für Rechtswissenschaften an der Universität Halle-Wittenberg. Lück gehört seit Jahrzehnten zu den aktivsten Vertretern der deutschen Sachsenspiegel-Forschung.

## Leben
Lück studierte bis 1979 an der Universität Halle-Wittenberg. 1983 schloss er die Promotion mit einer Untersuchung zur praktischen Wirksamkeit der Wittenberger Juristenfakultät (1502–1817) ab. Von 1983 bis 1989 war er Assistent bei dem hallischen Rechtshistoriker Rolf Lieberwirth. 1988 folgte die Habilitation für Rechtsgeschichte mit einer Arbeit zur kursächsischen Gerichtsverfassung in der frühen Neuzeit. Die venia legendi für Bürgerliches Recht erwarb er 1993 an der Universität Gießen. 1993 folgte ein Lehraufenthalt als Gastprofessor an der University of Wisconsin.
Nach Lehraufträgen an den Universitäten Zürich und Greifswald erhielt er 1993/94 Rufe an die Universitäten Greifswald und Halle. 1994 wurde er zum Professor für Bürgerliches Recht, Europäische und Deutsche Rechtsgeschichte an der Martin-Luther-Universität Halle-Wittenberg ernannt. Einen Ruf auf den Lehrstuhl für Bürgerliches Recht und Rechtsgeschichte an der Universität Passau lehnte er 1999 ab. Mit dem Ende des Sommersemesters 2019 wurde Lück emeritiert.
Lück ist Ordentliches Mitglied der Sächsischen Akademie der Wissenschaften zu Leipzig und leitet dort das Projekt „Das sächsisch-magdeburgische Recht als kulturelles Bindeglied zwischen den Rechtsordnungen Ost- und Mitteleuropas“. Er ist Mitglied der daran angeschlossenen Historischen Kommission, der Wissenschaftlichen Vereinigung für Familienrecht und der Vereinigung für Verfassungsgeschichte. Im Jahr 2002 wurde ihm der Eike-von-Repgow-Preis verliehen. Er wurde 2018 von der Sächsischen Akademie der Wissenschaften zu Leipzig zum Mitherausgeber der Reihe Quellen und Forschungen zur sächsischen und mitteldeutschen Geschichte gewählt.
Heiner Lück ist verheiratet und hat zwei Kinder.

## Schriften (Auswahl)
Monographien
- Wettiner Grafen – Grenzen und Gerichte. Beiträge zur Geschichte des Saalkreises. Rat des Saalkreises Abteilung Kultur, Halle 1990.
- Die kursächsische Gerichtsverfassung. 1423–1550 (= Forschungen zur deutschen Rechtsgeschichte. Bd. 17). Böhlau, Köln u. a. 1997, ISBN 3-412-12296-3 (Zugleich: Halle, Universität, Habilitationsschrift, 1988).
- Sachsenspiegel und Magdeburger Recht. Europäische Dimensionen zweier mitteldeutscher Rechtsquellen (= ADIUVAT in itinere. Bd. 5, ZDB-ID 2178202-7). Adiuvat, Hamburg 1998.
- Die Spruchtätigkeit der Wittenberger Juristenfakultät. Organisation, Verfahren, Ausstrahlung. Böhlau, Köln u. a. 1998, ISBN 3-412-11297-6 (Zugleich: Halle, Universität, Dissertation, 1983).
- Über den Sachsenspiegel. Entstehung, Inhalt und Wirkung des Rechtsbuches (= Veröffentlichungen der Stiftung Schlösser, Burgen und Gärten des Landes Sachsen-Anhalt. Bd. 1). Janos Stekovics, Halle an der Saale 1999, ISBN 3-932863-03-8 (2., verbesserte und erweiterte Auflage. Janos Stekovics, Dößel (Saalekreis) 2005, ISBN 3-89923-093-0).
- Der Sachsenspiegel. Das berühmteste deutsche Rechtsbuch des Mittelalters. Lambert Schneider, Darmstadt 2017, ISBN 978-3-650-40186-1.
- Alma Leucorea. Eine Geschichte der Universität Wittenberg 1502 bis 1817. Universitätsverlag Halle-Wittenberg, Halle an der Saale 2020, ISBN 978-3-86977-208-0.

Herausgeberschaften
- Halle im Licht und Schatten Magdeburgs. Eine Rechtsmetropole im Mittelalter. Mitteldeutscher Verlag, Halle (Saale) 2012, ISBN 978-3-89812-969-5.
- Wittenberg. Ein Zentrum europäischer Rechtsgeschichte und Rechtskultur. Böhlau, Köln u. a. 2006, ISBN 978-3-412-16204-7.
- Mitherausgeber der 2. Auflage des Handwörterbuchs zur deutschen Rechtsgeschichte (HRG).